# Pseudanthias flavicauda
Pseudanthias flavicauda és una espècie de peix de la família dels serrànids i de l'ordre dels perciformes.

## Morfologia
- Els mascles poden assolir 6,6 cm de longitud total i les femelles 5,6.
- Nombre de vèrtebres: 26.[3][4]

## Hàbitat
És un peix marí de clima tropical i associat als esculls de corall que viu entre 30-61 m de fondària.

## Distribució geogràfica
Es troba a Fiji i Tonga.